# Igreja de Nossa Senhora da Conceição (Horta)

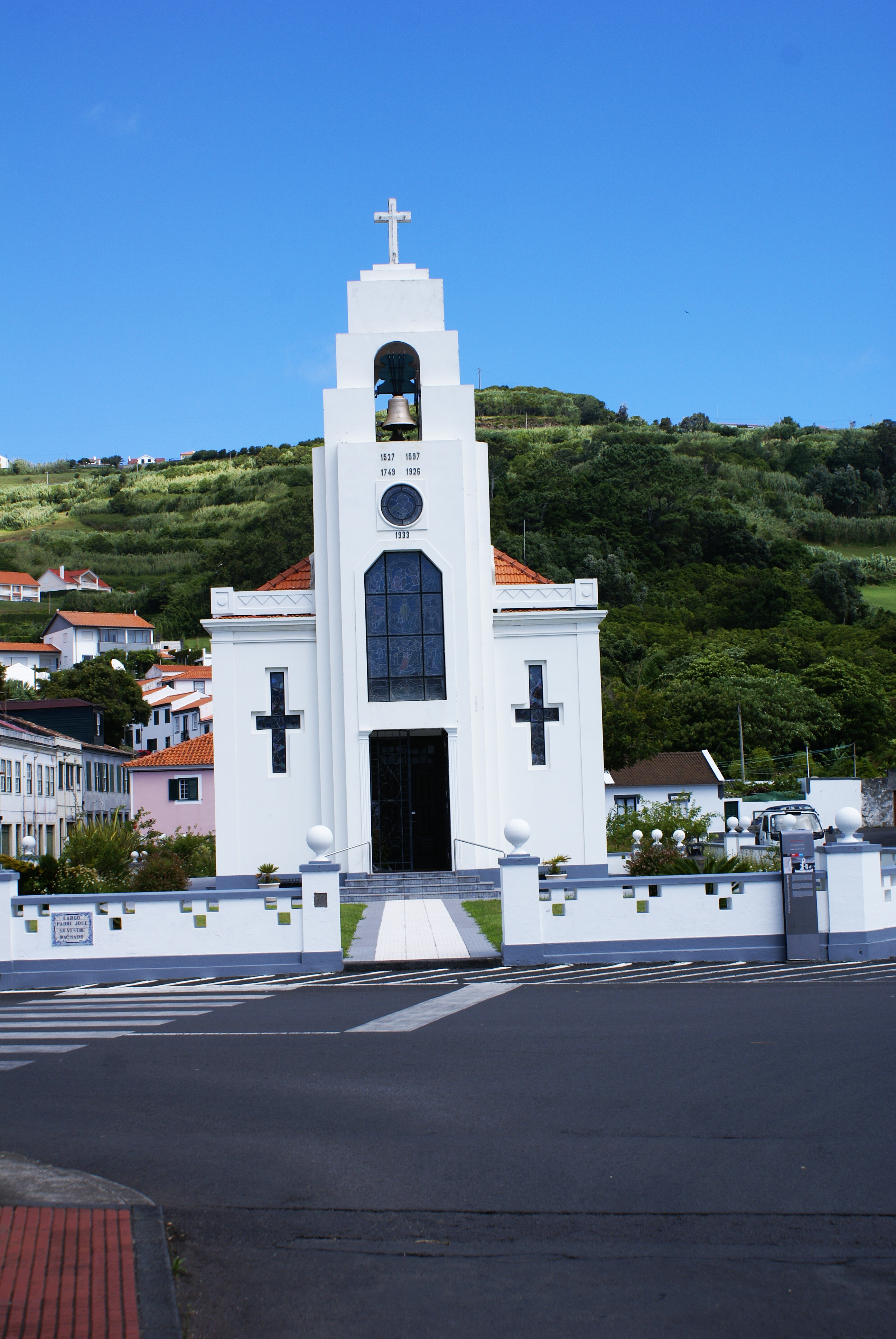
Igreja de Nossa Senhora da Conceição, Horta.

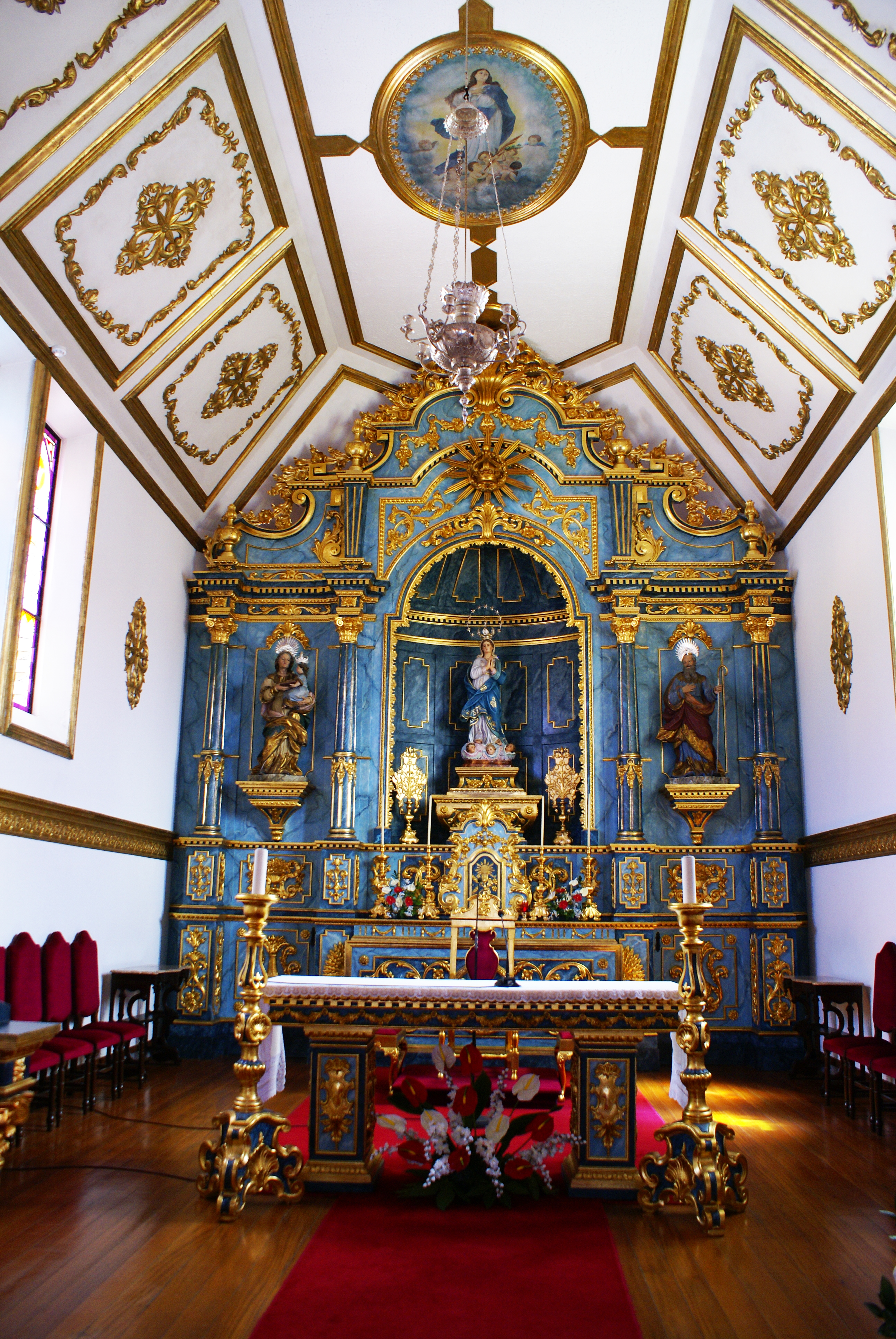
Igreja de Nossa Senhora da Conceição: altar mor.

A Igreja de Nossa Senhora da Conceição localiza-se na freguesia da Conceição, na cidade e concelho da Horta, na ilha do Faial, nos Açores.

## História
Remonta a uma primiva ermida coberta por colmo, erguida em terreno de Jorge Withon, coeva do povoamento da ilha.
Foi um dos templos saqueados e incendiados na Horta, em agosto de 1597, por Sir Walter Raleigh, da armada sob o comando de Robert Devereux, 2º conde de Essex.
Recuperada, continuou de reduzidas dimensões pelo que, em 1749 foi edificado um novo templo Dessa igreja existem várias gravuras do século XIX, dentre as quais se destaca um desenho de autoria do almirante George Rose Sartorius. Essa igreja, com duas torres, foi destruída pelo terramoto de 31 de agosto de 1926.
Em 1933, por iniciativa do padre António Inácio da Silveira, teve início a construção do atual templo, para o que se dispunha, à época, de 40 contos insulanos. Projetada com menores dimensões, a comissão encarregada das obras decidiu torná-la maior no momento da abertura dos alicerces.
No contexto da Segunda Guerra Mundial, no dia 22 de abril de 1941, quando já concluída, registou-se a 20 metros de distância uma forte explosão de um paiol nas dependências do 3º B.I.C.D., que lhe destruiu portas, janelas, telhado e estuques.
Sofreu danos durante a crise sísmica associada ao Vulcão dos Capelinhos (1957-1858). O violento sismo de 9 de julho de 1998, deixou a igreja novamente danificada.

## Caracteristicas
Bastante original pela sua traça em estilo Art Déco, esta igreja possui uma cripta em toda a sua extensão.